# Hans Wallner (Politiker)
Hans („Jonny“) Wallner (* 16. Juni 1950 in Mietraching (Deggendorf)) ist ein ehemaliger deutscher Politiker (CSU) und Unternehmer. Dem Bayerischen Landtag gehörte er von 1986 bis 1998 an. Bekannt wurde er durch diverse Skandale, wegen der Nutzung seines Landtagstelefons für gebührenpflichtige Telefonsexgespräche wurde er schließlich zu einer Bewährungsstrafe verurteilt.

## Ausbildung und Beruf
Wallner schloss nach der Schule Berufsausbildungen als Bäcker, Konditor und Bürokaufmann ab. 1984 gründete er die Werbeagentur Tekko-Werbung, die 2005 im Handelsregister gelöscht wurde.

## Politik
Der CSU trat Wallner 1968 bei. Von 1971 bis 1981 war er Ortsverbandsvorsitzender der CSU Mietraching. Von 1972 bis 1984 war Wallner CSU-Geschäftsführer im Bundestagswahlkreis Deggendorf, nach einigen unklaren Vorgängen um Parteispenden wurde das Beschäftigungsverhältnis jedoch auf Drängen von Franz Josef Strauß beendet.
1972 wurde er Gemeinderat in Mietraching und CSU-Fraktionssprecher. Durch die Eingemeindung nach Deggendorf wurde er dort 1974 beratendes Mitglied im Stadtrat.
Bei der Kommunalwahl 1978 wurde er dann Stadt- und Kreisrat in Deggendorf. Von 1984 bis 1986 war er stellvertretender Stadtratsfraktionsvorsitzender, 1990 wurde er stellvertretender Kreistagsfraktionsvorsitzender. Von 1984 bis 1993 war er Deggendorfer Kreissportbeauftragter.
Bei den Landtagswahlen 1986, 1990 und 1994 zog er für den Stimmkreis Deggendorf in den Bayerischen Landtag ein und gehörte folgenden Ausschüssen an:
- Petitionsausschuss (1986 bis 1990)
- Landesentwicklungs- und Umweltausschuss (1986/1987 und 1994 bis 1998)
- Finanzausschuss (1987 bis 1990)
- Untersuchungsausschuss zur Justizvollzugsanstalt Straubing (1990)
- Verfassungs-, Rechts- und Kommunalausschuss (1990 bis 1994)
- Wirtschafts- und Verkehrsausschuss (1990 bis 1994)
- Innerdeutscher und Grenzlandausschuss (1993/1994)

Ferner gehörte er dem Landessportbeirat von 1990 bis 1998 als Mitglied und dem bayerischen EDV-Beirat von 1986 bis 1994 als stellvertretendes Mitglied an.
Wallner, der sein Landtagsmandat selbst als „Nebenjob“ bezeichnete, war bei der CSU-Führung aufgrund fehlenden Engagements in der Parlamentsarbeit und diverser Affären unbeliebt. Wiederholte Versuche der Parteiführung, Wallners Nominierung im Stimmkreis Deggendorf zu verhindern, scheiterten – nicht zuletzt an dessen Drohung, im Falle seiner Nichtaufstellung zur Wahl 1994 über „bestimmte Parteispenden“ auszupacken. Später versicherte er an Eides statt, diese Äußerung nie getan zu haben – da es jedoch Zeugen gab, wurde er dafür vom Landgericht Deggendorf am 3. Mai 1995 zu einer Geldstrafe von 9000 DM verurteilt. Auch ein rechtskräftiger Strafbefehl des Amtsgerichts Erding über 8000 DM nebst einmonatigem Fahrverbot für ein gefährliches Überholmanöver mit anschließend gezeigtem Mittelfinger ließ die Deggendorfer CSU-Delegierten an der Eignung ihres Landtagskandidaten nicht zweifeln – im Gegenteil: Wallner, der sich neben seinen Skandalen durch hervorragendes Schafkopf-Spiel, häufige Casino-Besuche und einen Totalschaden nach dem Feuerwehrfest als volkstümlicher Politiker bewiesen hatte, wurde regelmäßig wieder aufgestellt.
1997 fiel der Landtagsverwaltung jedoch auf, dass von Wallners Diensttelefon aus ungewöhnlich hohe Kosten angefallen waren. Es handelte sich nicht, wie zunächst vermutet, um einen Abrechnungsfehler, sondern um Telefonsexgebühren über insgesamt 26.832 DM. Wallner hatte über vierhundertmal und bis zu sieben Stunden die Dienste einschlägiger Hotlines in Anspruch genommen. Im Zuge der Ermittlungen kam auch beim CSU-Abgeordneten Markus Sackmann ein merkwürdiges Verhalten bei der Nutzung von Diensttelefonen zu Tage, dieser zahlte die rund 600 DM für deren nichtdienstliche Verwendung umgehend nach. Wallner bestritt hingegen die Vorwürfe, doch im zweiten Anlauf wurde seine Immunität aufgehoben und Anklage wegen Betrugs erhoben. Am 21. April 1999 wurde er vom Amtsgericht München zu einer einjährigen Bewährungsstrafe, Schadenswiedergutmachung und 20.000 Mark Geldbuße verurteilt. Wallner legte Berufung ein, beschränkte diese jedoch später nur mehr auf das Strafmaß, womit der ergangene Schuldspruch rechtskräftig wurde. Im Prozessverlauf attackierte Wallner am 12. April 1999 einen tz-Journalisten und warf dessen Kamera auf den Boden. Auch im Berufungsprozess ging er am 16. Oktober 2001 auf einen Fotografen los. Das Landgericht München I bestätigte schließlich das Urteil der Vorinstanz.
Da Wallner auch mehrere Freunde aus dem Mietrachinger Nockherbergverein dazu bewegt hatte, ihm im Berufungsverfahren ein falsches Alibi (angeblich gemeinsamer Besuch des Starkbierfestes am Nockherberg) zu geben, wurden diese noch im Gerichtssaal wegen Falschaussage und versuchter Strafvereitelung verhaftet. Parteifreundin Barbara Stamm hatte sich geweigert, Wallner ein falsches Alibi zu geben. Im Prozess gegen seine Nockherbergvereins-Freunde war Wallner als Zeuge geladen und wurde gegen einen Bild-Journalisten handgreiflich, die Angeklagten waren geständig und wurden zu Bewährungsstrafen von je drei Monaten verurteilt.
Bei der Deggendorfer CSU-Kandidatenaufstellung zur folgenden Landtagswahl schied Wallner dann bereits im ersten Wahlgang aus und wurde durch den Gymnasiallehrer Bernd Sibler ersetzt.

## Privates
Wallner ist verheiratet, römisch-katholisch und hat ein Kind.
Ab Ende der 80er Jahre unterhielt Wallner eine außereheliche Beziehung zu einer wegen Beihilfe zur Prostitution verurteilten Ausländerin, deren Ehemann ihn 1988 auf offener Straße verprügelte. Wallner wollte seine Geliebte sogar einbürgern lassen und stellte sie 1992 beim offiziellen Sommerempfang des Landtagspräsidenten als Lebensgefährtin vor, zertrümmerte jedoch später deren Wohnungseinrichtung.